# Seznam zvířat seriálu Simpsonovi
Toto je seznam zvířat seriálu Simpsonovi.

## Domácí zvířata

### Adéla
Bartova žába, která se objeví jen v díle Kyselé hrozny sladké Francie.

### Bart mini junior
Bart junior je Bartova žába.

### Pan Teeny
Louis „pan Teeny“ Toot, také známý jako Joseph Teeny, je cvičená opice Šáši Krustyho, která se často objevuje v jeho show. Stejně jako Krusty je i pan Teeny těžkým kuřákem a v zákulisí často trpí depresemi. Občas se v seriálu objevuje jako Krustyho řidič nebo sluha. Ve službách Krustyho již dříve zemřely tři stejnojmenné opice.
Teenyho strýček byl kdysi vůdcem opičí tlupy na brazilském ministerstvu turistiky. Jeho matka se jmenuje Toot-Toot a Teenyho oslovuje jako Louise (viz epizoda Bart má dvě mámy, kde se obě postavy setkávají). Teeny v minulosti působil rovněž jako scenárista show Good Guy Awards. S tímto povoláním však skončil poté, co byl Krustym inzultován přímo na pódiu. Je imigrantem z Brazílie, byl deportován, ale vrátil se zpět. Nosí růžový klobouk a vázanku, ale již byl viděn i ve smokingu.
Krusty naznačil, že pokud se nenajde dárce plic v případě, že onemocní rakovinou, plánuje si vzít plíce pana Teenyho.

### Spasitel
Spasitel (anglicky Santa's Little Helper) je pes rodiny Simpsonových. Spasitel je hnědý chrt.
Spasitele našel Homer s Bartem na chrtím závodišti, poté co ho jeho předchozí majitel „odkopl“ kvůli prohře.
Spasitel je spolu s kočkou Sněhulkou mazlíčkem Simpsonových (hlavně Barta).
V epizodě Dva tucty a jeden chrt se zamiluje do závodní feny (má stejně jako Spasitel číslo 8) a má s ní 25 štěňat (Rover, Fido, Rex, Spot, Rover II, Fido II, Rex II, Cleo, Dave, Jay, Paul, Branford, Dave II, Jay II, Paul II, Branford II, Sleepy, Dopey, Grumpy, Donner, Blitzen, Grumpy II, King, Queenie, Prince a The Puppy Formerly Known As Prince), ze kterých si chce pan Burns ušít smoking.
Někdo ho vyfotografoval jak pije pivo a stal se z něho maskot pivovaru Duff pod jménem Suds McDuff.

### Blinky
Blinky je tříoká ryba, která se poprvé objevila v Homerova odysea, kde ji ulovil Bart Simpson. Ve stejném dílu ji Marge Simpsonová uvařila na večeří pro pana Montgomery Burnse. Další živočichové s tříokou mutací se objevují v dílech, jako například v Čí je vlastně Homer? (s17) kde v moři propluje tříoká ryba a tříoký krab, nebo na závěr dílu Futu-drama (s16) propluje tříoká vorvaň.

### Harry Poser / Spider-vepř (prase)
Je to Homerův domácí miláček. Během filmu pravděpodobně zemře. Další z rodiny prasat je v epizodě Čtyři velké ženy a manikura (s20) v Lízině pohádce o Sněhurce. Další zmínka o něm je v epizodě Zoufalé manželky Tlustého Tonyho, kde hledá pro Luigiho Risotta lanýže.

### Jub-Jub
Leguán Selmy Bouvierové

## Divoká zvířata

### Zmutovaná veverka
Růžová, zmutovaná, mnohooká veverka s 38 očima 360 stupňů kolem hlavy.
Role ve filmu
Zmutovala v Sprigfieldském jezeře díky exkrementů prasete (Harry Poser / Spider-vepř) a Homera vypuštěných Homerem Simpsonem do jezera. Nedaleko byli na výletě Bart a Ned, kteří se zde poprvé setkali s veverku, potom ji zajal Russ Cargill z EPA a předložili ji prezidentovi Schwarzeneggerovi. Její mnoho očí splnilo část prorocké vize Abe Simpsona.

### Froggy
Froggy je žába.

## Ostatní

### Fido
Fido je závodní pes z epizody Vánoce u Simpsonových.

### Bobo
Bobo je policejní pes.

### Strážný pes
První výskyt: Bart generálem aneb Kdopak by se Nelsona bál